# جيولوجيا كواكب النظام الشمسي

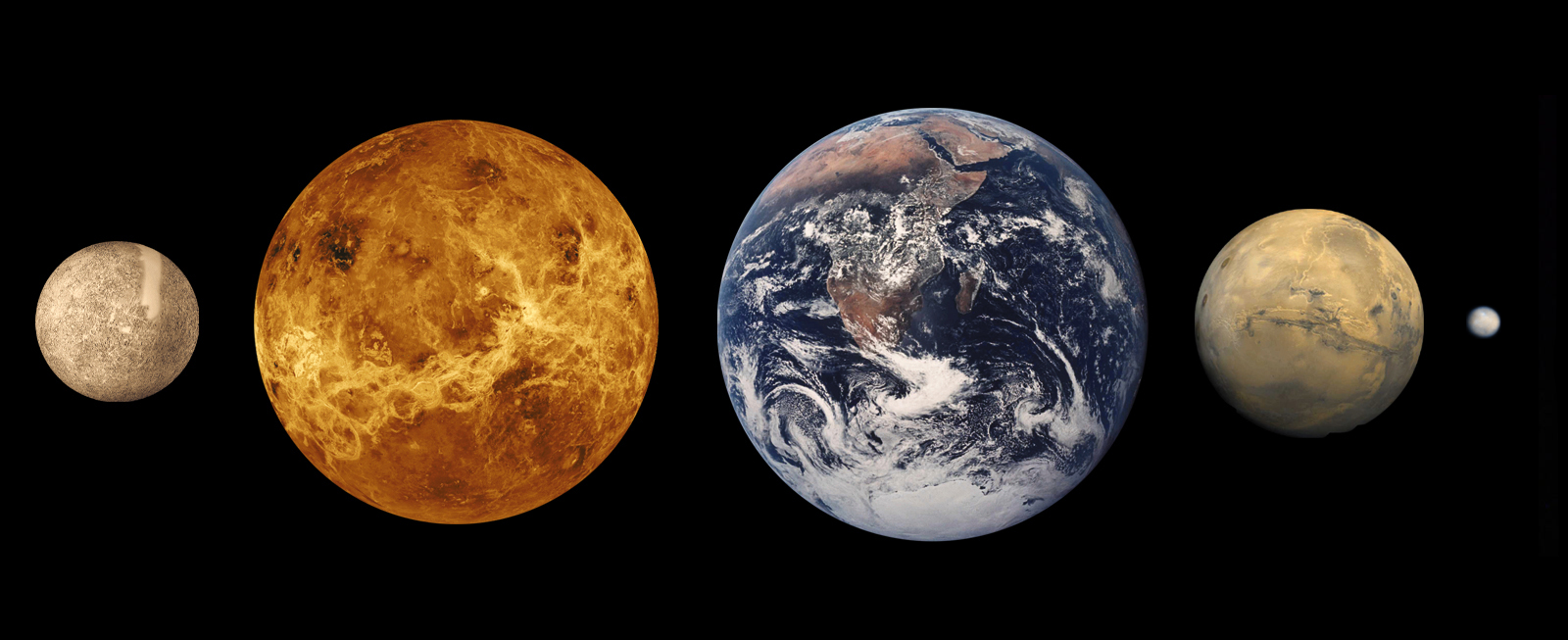
الكواكب الداخلية. من اليسار إلى اليمين: عطارد والزهرة والأرض والمريخ والكوكب القزم الأرضي، سيريس (الأحجام إلى الحجم)

تدرسُ جيولوجيا الكواكب الأرضية الشمسية بشكل أساسي الجوانب الجيولوجية للكواكب الأرضية الأربعة للنظام الشمسي - عطارد والزهرة والأرض والمريخ - وكوكب أرضي قزم واحد: سيريس. الأرض هي الكوكب الأرضي الوحيد المعروف بوجود غلاف مائي نشط.
تختلف الكواكب الأرضية اختلافًا جوهريًا عن الكواكب العملاقة، والتي قد لا تحتوي على أسطح صلبة وتتكون في الغالب من مزيج من الهيدروجين والهيليوم والماء الموجود في حالات فيزيائية مختلفة. تحتوي الكواكب الأرضية على أسطح صخرية مدمجة، كما أن لكل من كوكب الزهرة والأرض والمريخ غلاف جوي. حجمها ونصف قطرها وكثافتها كلها متشابهة.
للكواكب الأرضية العديد من أوجه التشابه مع الكواكب القزمة (كائنات مثل بلوتو)، والتي لها أيضًا سطح صلب، ولكنها تتكون أساسًا من مواد جليدية. أثناء تكوين النظام الشمسي، ربما كان هناك عدد أكبر من الكواكب الصغيرة، لكنها اندمجت جميعًا أو دمرت بواسطة العوالم الأربعة المتبقية في السديم الشمسي.
تمتلك جميع الكواكب الأرضية تقريبًا نفس الهيكل: قلب معدني مركزي، معظمه من الحديد، مع غطاء من السيليكات المحيط. القمر مشابه، لكنه يفتقر إلى جوهر حديدي كبير. ثلاثة من الكواكب الأرضية الشمسية الأربعة (الزهرة والأرض والمريخ) لها غلاف جوي كبير ؛ تحتوي جميعها على حفر أثرية وخصائص سطح تكتونية مثل الوديان المتصدعة والبراكين.
لا ينبغي الخلط بين مصطلح الكوكب الداخلي والكوكب السفلي، والذي يشير إلى أي كوكب أقرب إلى الشمس من كوكب المراقب، ولكنه يشير عادةً إلى عطارد والزهرة.

## تكوين الكواكب الشمسية

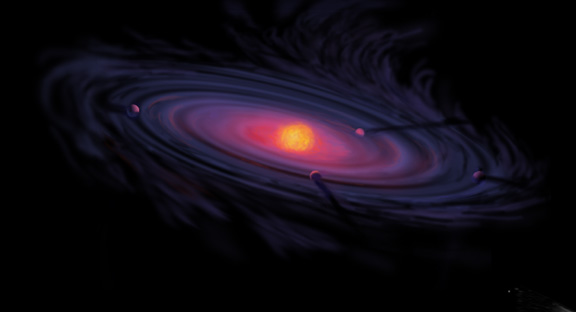
تصور الفنان للقرص الكوكبي الأولي

يُعتقد أن النظام الشمسي قد تشكل وفقًا لفرضية السديم، التي اقترحها إيمانويل كانط لأول مرة في عام ١٧٥٥ وصاغها بيير سيمون لابلاس بشكل مستقل. تنص هذه النظرية على أنه قبل ٤.٦ مليار سنة تشكل النظام الشمسي من انهيار الجاذبية لسحابة جزيئية عملاقة. من المحتمل أن تكون هذه السحابة الأولية تمتد لعدة سنوات ضوئية وربما ولدت عدة نجوم.
كانت الجسيمات الصلبة الأولى مجهرية الحجم. كانت هذه الجسيمات تدور حول الشمس في مدارات دائرية تقريبًا بجوار بعضها البعض، مثل الغاز الذي تكثفت منه. سمحت الاصطدامات اللطيفة للرقائق بالالتصاق ببعضها البعض تدريجياً وتكوين جزيئات أكبر والتي بدورها تجذب المزيد من الجزيئات الصلبة نحوها. تُعرف هذه العملية بالتراكم. الكائنات التي تشكلت عن طريق التراكم تسمى الكواكب الصغيرة — تعمل كبذور لتكوين الكواكب. في البداية، كانت الكواكب الصغيرة معبأة بشكل وثيق. لقد اندمجوا في أجسام أكبر، وشكلوا كتلًا يصل عرضها إلى بضعة كيلومترات في بضعة ملايين من السنين، وهو وقت قصير مقارنة بعمر النظام الشمسي. بعد أن نمت الكواكب الصغيرة في الحجم، أصبحت الاصطدامات شديدة التدمير، مما يجعل المزيد من النمو أكثر صعوبة. نجت فقط أكبر الكواكب الصغيرة من عملية التجزؤ واستمرت في النمو ببطء إلى كواكب أولية من خلال تراكم الكواكب الصغيرة ذات التكوين المماثل. بعد تشكل الكوكب الأولي، أدى تراكم الحرارة من التحلل الإشعاعي للعناصر قصيرة العمر إلى إذابة الكوكب، مما سمح للمواد بالتمييز (أي أن تنفصل وفقًا لكثافتها).